# روبرتو چیتران
روبرتو چیتران (ایتالیایی: Roberto Citran؛ زادهٔ ۲۶ ژانویهٔ ۱۹۵۵) بازیگر اهل ایتالیا است.
از فیلم‌ها یا برنامه‌های تلویزیونی که وی در آن نقش داشته‌است، می‌توان به پاپ ژان پل یکم: لبخند پروردگار، آخرین پروسکو، نه، هتل رواندا، آتش‌بس، ماندولین کاپیتان کارولی، اتوبوس شب، سوءتفاهم‌های جزئی و قطعات نمایشی کوتاه اشاره کرد.